# Beiarn
Beiarn est une kommune de Norvège. Elle est située dans le comté de Nordland.

## Localités
- Årstad
- Moldjord
- Osbakk
- Storjord
- Trones
- Tverrvika